# Little Old New York
Little Old New York é um filme estadunidense de drama dirigido por Henry King e protagonizado por Alice Faye e Fred MacMurray.

## Elenco
- Alice Faye como Pat O'Day
- Fred MacMurray como Charles Browne
- Richard Greene como Robert Fulton
- Brenda Joyce como Harriet Livingstone
- Andy Devine como Commodore
- Henry Stephenson como Canceler Robert L. Livingstone
- Fritz Feld
- Ward Bond como Regan
- Virginia Brissac como Sra. Rudolph Brevoort